# 하르트베르크퓌르스텐펠트군

하르트베르크퓌르스텐펠트군의 위치

하르트베르크퓌르스텐펠트군(독일어: Bezirk Hartberg-Fürstenfeld)은 오스트리아 슈타이어마르크주에 위치한 군으로 행정 중심지는 하르트베르크이며 면적은 1,224.28km2, 인구는 91,215명(2023년 기준), 인구 밀도는 75명/km2이다.
2013년 1월 1일에 하르트베르크군과 퓌르스텐펠트군이 합병되면서 신설되었다. 북서쪽과 서쪽으로는 바이츠군, 남쪽으로는 쥐트오스트슈타이어마르크군, 동쪽으로는 부르겐란트주 오버바르트군, 귀싱군, 예너스도르프군, 북쪽으로는 니더외스터라이히주 노인키르헨군, 비너노이슈타트란트군과 접한다.

## 하위 행정 구역
3개 도시, 9개 시장도시, 24개 일반 시를 관할한다.
- 도시
  - 프리트베르크(Friedberg)
  - 퓌르스텐펠트(Fürstenfeld)
  - 하르트베르크(Hartberg)
- 시장도시
  - 바트발터스도르프(Bad Waltersdorf)
  - 부르가우(Burgau)
  - 그라펜도르프바이하르트베르크(Grafendorf bei Hartberg)
  - 일츠(Ilz)
  - 카인도르프(Kaindorf)
  - 노이다우(Neudau)
  - 핑가우(Pinggau)
  - 푈라우(Pöllau)
  - 포라우(Vorau)
- 일반 시
  - 바트블루마우(Bad Blumau)
  - 바트로이퍼스도르프(Bad Loipersdorf)
  - 부흐장크트마그달레나(Buch-Sankt Magdalena)
  - 데한츠키르헨(Dechantskirchen)
  - 에버스도르프(Ebersdorf)
  - 파이슈트리츠탈(Feistritztal)
  - 그라인바흐(Greinbach)
  - 그로스슈타인바흐(Großsteinbach)
  - 그로스빌퍼스도르프(Großwilfersdorf)
  - 하르트베르크움게붕(Hartberg Umgebung)
  - 하르틀(Hartl)
  - 라프니츠(Lafnitz)
  - 오텐도르프안데어리트샤인(Ottendorf an der Rittschein)
  - 푈라우베르크(Pöllauberg)
  - 로어바이하르트베르크(Rohr bei Hartberg)
  - 로어바흐안데어라프니츠(Rohrbach an der Lafnitz)
  - 장크트야코프임발데(Sankt Jakob im Walde)
  - 장크트요한인데어하이데(Sankt Johann in der Haide)
  - 장크트로렌첸암베흐젤(Sankt Lorenzen am Wechsel)
  - 셰페른(Schäffern)
  - 죄하우(Söchau)
  - 슈투벤베르크(Stubenberg)
  - 발트바흐뫼니히발트(Waldbach-Mönichwald)
  - 베니히첼(Wenigzell)